# ونسیس انرژی
ونسیس انرژی (انگلیسی: Vensys Energy) شرکت مهندسی آلمانی است، که در سال ۲۰۰۸ تأسیس شد.